# Toponimia

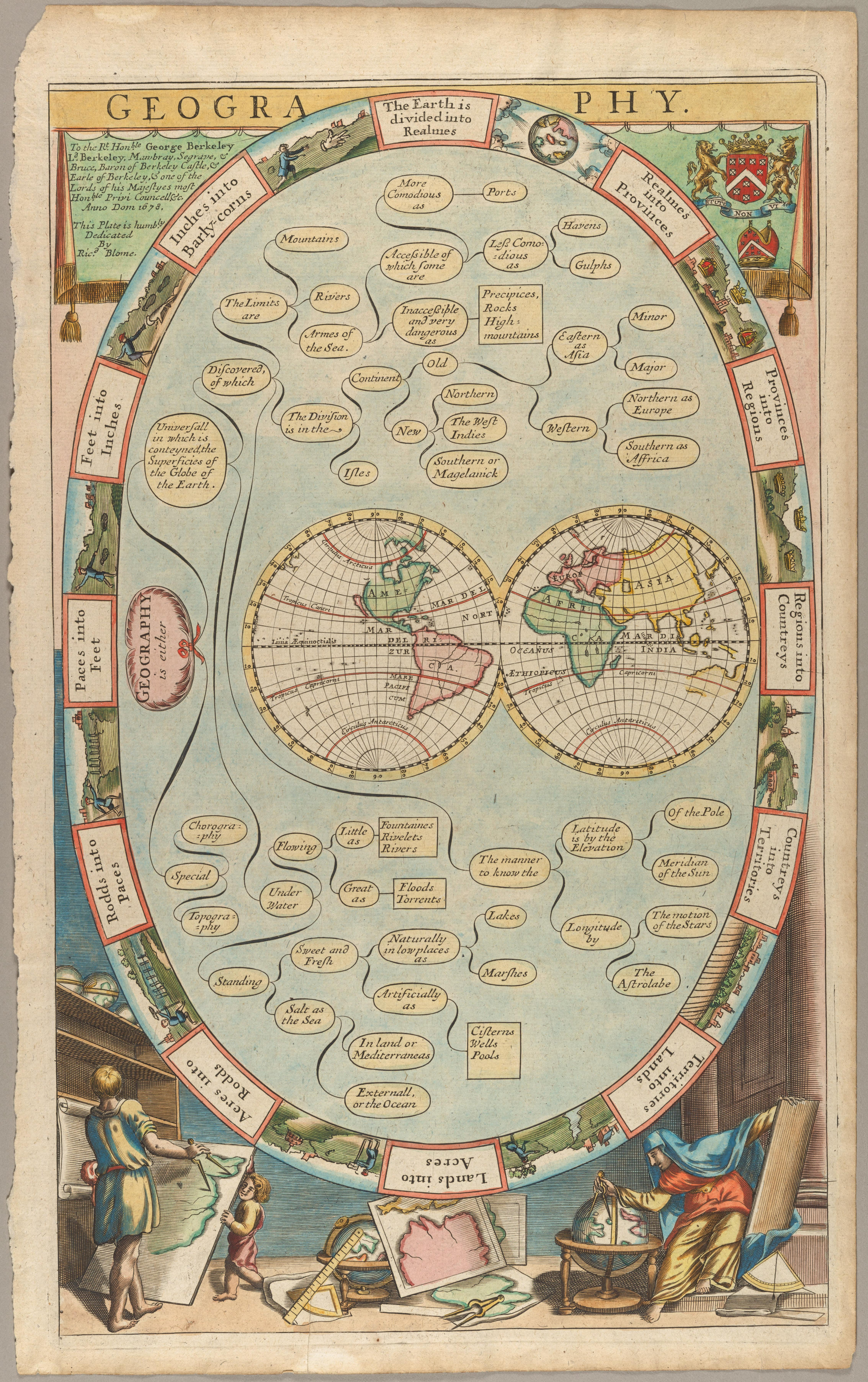
Mapa autorstwa Richarda Blome'a z 1686 roku z naniesionymi nazwami kontynentów i oceanów

Toponimia (z gr. topos – miejsce, onoma – nazwa), toponomastyka – dział onomastyki zajmujący się nazwami miejsc, czyli toponimami (np. nazwami osad ludzkich – miast, wsi, przysiółków – ojkonimia), nazwami państw i krajów, nazwami fizjograficznymi (obiektów fizjograficznych), nazwami rzek, jezior (hydronimia), lasów, pól, gór (oronimia), a także nazwami miejskimi (urbanonimy), nazwami ulic i placów, nazwy terenowe (mikrotoponimy). Badania nad toponimami mogą dostarczyć wielu informacji językowych  (słowotwórstwo historyczne, fonetyka w ujęciu historycznym), jak i pozajęzykowych, powiązań z historią społeczeństwa (np. z rozwojem osadnictwa, zadaniami produkcyjnymi). Inaczej rozumiana toponimia odnosi się wyłącznie do ogółu toponimów, natomiast dyscypliną badającą te nazwy własne jest toponomastyka.

## Toponimy a kultura
Toponimy są zwierciadłem postrzegania świata przez społeczność danego miejsca. Ojkonimy są idealnym odbiciem historii danego terenu, a co za tym idzie, także odbiciem hierarchii społecznej, np. nazwy zakończone sufiksem -owice to patronimiczne nazwy miejscowości. Oznacza to, że początkowo miejscowość należała do osoby prywatnej, następnie do rodziny tej osoby i wówczas nazwa była wzbogacana o sufiks -ow, a po latach należała już do potomków rodziny, co odbiło się w nazwie w kolejnym sufiksie -ce.
Zarówno ojkonimy, jak i urbanonimy wskazują także na cechy topograficzne, pochodzenie zamieszkującej tu ludności,
a nawet na jej główne zajęcia. Nadanie takiej a nie innej nazwy miejscowości jest swoistą kumulacją aksjologiczną społeczności. Pasem transmisyjnym kultury są jednak przede wszystkim nazwy patronimiczne oraz pamiątkowe. Dobór patrona ulicy, dobór wydarzeń, które upamiętnia się nazwą obiektu miejskiego, nigdy nie jest przypadkowy – zakreśla krąg wydarzeń ważnych dla mieszkańców, wskazuje na jednostki szczególnie cenione przez społeczność. Nie bez znaczenia są zatem zmiany ustroju w kraju, np. przez Wrocław przeszła fala zmian nazw ulic po 1989 roku, ponieważ pozostawienie poprzednich urbanonimów nie byłoby zgodne z nową ideologią państwa.
Na szczególną uwagę z perspektywy kultury zasługują mikrotoponimy. Są to nazwy często nieoznaczone na mapach, a używane przez społeczność lokalną na określenie łąki, skał, pola czy lasu, a nawet ulic miejscowości. W Białym Dunajcu na Podhalu każda z ulic ma swoją nazwę, niemniej jednak główne trakty mają też swoje regionalne nazwy, które znają tylko mieszkańcy, np. Droga do getta – obecna ulica Kościuszki prowadzi do obszaru, na którym niegdyś mieszkali Żydzi. Onimy te jednoznacznie wskazują na wartości wyznawane przez mieszkańców, na wydarzenia dla nich ważne, ale także wyznaczają rysy hierarchii społecznej. Można więc wysnuć wniosek, że toponimy – i te oficjalne, i te nieoficjalne – nawiązują do kultury rozumianej jako sposób bycia według wartości.